# Yarpole
Yarpole est un village anglais situé dans le comté d'Herefordshire dans les marches galloises, à 8 km au nord de Leominster.
L'église de Saint Léonard dans le village se distingue par son clocher séparé, une des structures en bois est daté du XIIe siècle. Le chœur de l'église a été restauré par George Gilbert Scott en 1864.
Le pub du village s'appelle The Bell (en français, « la cloche »).